# Yllenus salsicola
Yllenus salsicola är en spindelart som först beskrevs av Simon 1937.  Yllenus salsicola ingår i släktet Yllenus och familjen hoppspindlar. Inga underarter finns listade i Catalogue of Life.